# Jörg Herold
Jörg Herold (* 3. Mai 1965 in Leipzig) ist ein deutscher bildender Künstler.
Er absolvierte von 1986 bis 1988 eine Ausbildung zum Stuckateur und studierte von 1987 bis 1990 Malerei an der Hochschule für Grafik und Buchkunst Leipzig und an der Kunsthochschule Berlin-Weißensee. Er nahm an der Documenta X 1997 in Kassel und an der Biennale in Venedig 1995 teil. Seine Installation Lichtschleife mit Datumsgrenze befindet sich im Außenhof des Paul-Löbe-Hauses, eines Parlamentsneubaus nördlich des Reichstagsgebäudes.
Herold hat eine Tochter mit seiner Lebensgefährtin Jacqueline Richard.
Er lebt in Mecklenburg und in Berlin.

## Preise und Auszeiochnungen
- 1999 erhielt er den Kunstpreis der Leipziger Volkszeitung, der mit einer Ausstellung im Museum der bildenden Künste Leipzig und einem Katalog verbunden ist.
- 1996 Arbeitsstipendium Künstlerhaus Schloss Balmoral[4]
- Die Stadt Wolfsburg zeichnete ihn 2005 mit dem Preis für Junge Stadt sieht Junge Kunst aus.[5] Für 2017/2018 wurde ihm ein Stipendium in der Villa Massimo in Rom zuerkannt[6].

## Ausstellung
- 2014: Himmelreich der Schlesier, Galerie Eigen + Art, Leipzig.[7]